# Xoridesopus reticulatus
Xoridesopus reticulatus là một loài tò vò trong họ Ichneumonidae.